# Peperomia merrillii
Peperomia merrillii är en pepparväxtart som beskrevs av C. Dc.. Peperomia merrillii ingår i släktet peperomior, och familjen pepparväxter. Inga underarter finns listade i Catalogue of Life.